# 法長
法长（?—?），五胡十六国沙门僧人。
390年九月，北平郡人吴柱聚众一千多人的部队，拥立法长为天子，攻破了北平郡，进攻广都，突进白狼城。后燕幽州牧高阳王慕容隆正在安葬妻子，各郡县的官员都来参加葬礼，大家一听说消息，请求慕容隆回城，派大军讨伐吴柱。慕容隆认为吴柱等人不得人心，安葬完妻子，派广平郡太守、广都令先返回，又派安昌侯慕容进率领百余名骑兵袭击白狼城。吴柱部众听说大军将至，即刻溃散。慕容进捕斩吴柱，法长不知所踪。